# Prochaine élection présidentielle libyenne
Une élection présidentielle libyenne doit avoir lieu afin d'élire le chef de l'État libyen pour la première fois dans l'histoire du pays. Reporté à plusieurs reprises depuis 2014, le scrutin fait notamment suite à la chute en 2011 du colonel Mouammar Kadhafi lors de la première guerre civile libyenne, et doit permettre de conclure la deuxième guerre civile libyenne qui s'est ensuivie.

## Contexte

Situation de la Libye en juin 2020
Territoire contrôlé par la Chambre des représentants et ses alliés
Territoire contrôlé par le Gouvernement d'union nationale et ses alliés
Territoire contrôlé par les milices locales

Le scrutin est un temps attendu pour 2019, avant d'être repoussé faute d'accord politique, après avoir été initialement prévue pour le 10 décembre 2018, dans le contexte de la deuxième guerre civile libyenne opposant principalement le gouvernement d'union nationale et le gouvernement de la Chambre des représentants, basée jusqu'en 2019 à Tobrouk sous l'égide du maréchal Khalifa Haftar. L'élection présidentielle devait alors être précédée d'un référendum sur une nouvelle constitution, qui devait être approuvé à la majorité absolue dans chacune des trois régions historiques du pays (Tripolitaine, Fezzan et Cyrénaïque) et recueillir un minimum de deux tiers des voix au niveau national, en accord avec un amendement constitutionnel voté le 26 novembre 2018 à la Chambre des représentants de Tobrouk.
Le 28 février 2019, lors de négociations à Abou Dabi, le gouvernement d'union nationale et le gouvernement de Tobrouk concluent un accord sur l'organisation d’élections présidentielle et législatives. Le 20 août 2020, Sarraj annonce des élections pour mars 2021. Après l'échec du maréchal Haftar à prendre Tripoli entre 2019 et 2020, des négociations menées à Tunis sous l'égide de l'ONU conduisent les deux parties à s'accorder en novembre 2020 sur la tenue des élections le 24 décembre 2021,. En janvier 2021, ils s'accordent également sur la tenue d'un référendum sur l'adoption d'une nouvelle constitution avant les scrutins de décembre.
L'enregistrement sur les listes électorales auprès de la Haute commission électorale nationale prend fin le 17 aout 2021 pour les électeurs résidant en Libye même, et le 17 septembre pour ceux résidant à l'étranger. Ces derniers comptent 10 729 inscrits, pour un total de 2 865 624 électeurs inscrits sur les listes. Les listes électorales comportent alors une forte inégalité des sexes, 1 628 305 hommes étant inscrits pour 1 237 319 femmes. Finalement deux jours avant la date prévue, l'élection présidentielle est reportée sine die par la Haute Commission électorale qui propose de l'organiser le 24 janvier 2022.
Début janvier 2022, le Parlement n'ayant pas validé la date du 24 janvier 2022, la commission chargée du suivi des élections présenta un rapport concluant qu'il serait risqué de fixer une nouvelle date à la vue des instabilités que connait le pays, laissant ainsi planer un doute sur la tenue de l'élection.
Le 7 juin 2023, une commission chargée de rédiger des lois électorales parviennent un accord sur les lois électorales visant à organiser des élections, d'ici la fin 2023. L'annonce fut faite par le président de la Chambre des représentants, Aguila Salah Issa et par le chef du Haut Conseil d’Etat en Libye, Khaled al-Michri.
Le 10 mars 2024, trois hauts dirigeants libyens annoncent qu’ils se sont mis d’accord sur la nécessité de former un nouveau gouvernement d’union nationale qui superviserait les élections législatives et présidentielle longtemps retardées.

## Système électoral
Le président libyen est élu au scrutin uninominal majoritaire à deux tours. Est élu le candidat qui recueille la majorité absolue des votes valides au premier tour. À défaut, les deux candidats arrivés en tête au premier tour s'affrontent lors d'un second tour organisé un mois plus tard, et celui recueillant le plus de voix est déclaré élu.

## Candidats
Les inscriptions pour les candidats à la présidence ont ouvert le 7 novembre et ont duré jusqu'au 22 novembre,. Saïf al-Islam Kadhafi, fils de l'ancien dirigeant libyen Mouammar Kadhafi, enregistre sa candidature le 14 novembre 2021. Khalifa Haftar, commandant de l'armée nationale libyenne, enregistre sa candidature le 16 novembre. Aref Nayed, président du parti Ihya Libya, présente sa candidature le 17 novembre 2021. Le Premier ministre Abdel Hamid Dbeibah enregistre sa candidature le 21 novembre. Au total, 96 hommes et deux femmes se sont inscrits comme candidats.
Une liste préliminaire de 73 candidats à la présidence est publiée par le HNEC le 24 novembre. Vingt-cinq candidats sont disqualifiés du scrutin, dont Saïf al-Islam Kadhafi, Nouri Bousahmein, Bashir Saleh et Ali Zeidan. Kadhafi, Bousahmain et Saleh sont disqualifiés en vertu de l'article 10/7 de la loi électorale pour avoir été reconnus coupables d'un crime. Kadhafi est également disqualifié en vertu de l'article 17/5, pour ne pas avoir fourni de certificat attestant un casier judiciaire vierge. Zeidan est disqualifié en vertu de l'article 10/2, pour avoir plus d'une nationalité et en vertu de l'article 11, pour ne pas avoir cinq mille partisans. Selon la loi électorale, tout recours contre les interdictions doit être tranché par le pouvoir judiciaire.
Le 28 novembre, Kadhafi déclare à Al Arabiya que les autorités judiciaires libyennes ont refusé de tenir des audiences sur son appel en disqualification. Le même jour, la Cour d'appel de Tripoli rejette la candidature de l'actuel Premier ministre Abdel Hamid Dbeibah après avoir accepté deux appels contre sa candidature. Le premier appel a été déposé par les candidats à la présidence Aref Ali Nayed, Othman Abdeljalil, Mohammed Al-Muntasser et Ahmed Al-Sharkasi et Al-Yakoubi, membres du Forum de dialogue politique libyen, tandis que le deuxième appel a été déposé par le candidat à la présidence Fathi Bashagha.
Le 30 novembre, le maréchal libyen Khalifa Haftar est disqualifié de l'élection présidentielle après que le tribunal de première instance de Zawiya a accepté un appel contre sa candidature.
Le 1er décembre, quatre candidats disqualifiés par le HNEC, Abdel Hamid Dbeibah, Nouri Bousahmein et Fathi Ben Shatwan, sont remis sur le bulletin de vote par la Cour d'appel de Tripoli.
Le 2 décembre, le nom de Saïf al-Islam Kadhafi est remis sur le bulletin de vote après que la Cour d'appel de Sebha a accepté son appel contre son exclusion de la liste des candidats à la présidence.
Le 6 décembre, la Cour d'appel de Tripoli rejette une décision rendue le 30 novembre par le tribunal de Zaouïa invalidant la candidature de Khalifa Haftar.
Le 17 janvier 2023, le commandant de l'armée nationale libyenne Khalifa Haftar a posé une condition pour retirer officiellement sa candidature : que ses fils soient autorisés à se présenter aux élections.

### Principaux candidats
| Candidat et parti politique | Candidat et parti politique | Candidat et parti politique                                     | Date d'enregistrement de la candidature | Principales fonctions |
| --------------------------- | --------------------------- | --------------------------------------------------------------- | --------------------------------------- | --- |
|                             |                             | Abdel Hamid Dbeibah Libye du futur                              | 21 novembre 2021                        | Premier ministre intérimaire (depuis 2021), il n'a pas de liens connus avec des partis politiques en Libye (hormis son propre parti), mais il est considéré comme ayant des liens avec la Turquie et les Frères musulmans. |
|                             |                             | Aguila Saleh Issa Indépendant                                   | 17 novembre 2021                        | Il a été élu Président de la Chambre des représentants en 2014 et est considéré comme un modéré. Il n'est pas affilié à un parti politique spécifique. |
|                             |                             | Ahmed Miitig Indépendant                                        | 18 novembre 2021                        | Premier ministre (2014) Vice-président du Conseil présidentiel du gouvernement d'union nationale (2016-2021) |
|                             |                             | Aref Ali Nayed Ihya Libya                                       | 17 novembre 2021                        | Ancien ambassadeur libyen aux Émirats arabes unis (2011-2016) |
|                             |                             | Fathi Bachagha Indépendant                                      | 18 novembre 2021                        | Il fut membre du Parti de la justice et de la construction (PJC) en Libye, un parti politique islamiste fondé en 2012 par des membres des Frères musulmans en Libye. Cependant, il a quitté le parti en 2014 après qu'il a été interdit par le gouvernement. Depuis lors, il n'a pas rejoint d'autres partis politiques en Libye et a travaillé en tant que membre indépendant du gouvernement d'unité nationale en tant que ministre de l'Intérieur de 2018 à 2021. |
|                             |                             | Fathi Ben Shatwan Indépendant                                   | 16 novembre 2021                        | Il a occupé plusieurs postes importants dans le gouvernement libyen avant la chute de l'ancien régime de Mouammar Kadhafi en 2011, notamment en tant que ministre de l'Énergie de 2004 à 2006. Pendant son mandat, il a travaillé pour moderniser l'économie libyenne et encourager l'investissement étranger dans le pays. Il a également été membre du Conseil national de transition (CNT), qui était l'organe politique de l'opposition libyenne pendant la guerre civile libyenne. Il est considéré comme étant un politicien modéré et comme ayant des affiliations laïques et libérales. |
|                             |                             | Khalifa Haftar Indépendant/Militaire                            | 16 novembre 2021                        | Ancien militaire proche puis opposant de Mouammar Kadhafi, il est le Commandant en chef à la tête de l'Armée nationale libyenne depuis 2015. Il est considéré comme ayant des liens avec des groupes politiques et militaires conservateurs en Libye. Il a été soutenu par des pays tels que l'Égypte, les Émirats arabes unis et la Russie lors de la deuxième guerre civile. |
|                             |                             | Nouri Bousahmein Ya Bilad                                       |                                         | Président du Congrès général national (2013-2016) |
|                             |                             | Omar al-Hassi Indépendant                                       |                                         | Il fut le premier ministre investi par le Congrès général national de 2014 à 2015 qui était dominé par les islamistes, et son gouvernement a été soutenu par des groupes armés islamistes. Il est donc souvent considéré comme étant affilié aux groupes islamistes et conservateurs en Libye. |
|                             |                             | Saïf al-Islam Kadhafi Front populaire de libération de la Libye | 14 novembre 2021                        | Fils de Mouammar Kadhafi, il est considéré comme ayant des liens avec le Front populaire de libération de la Libye (FPLL), un parti politique d'inspiration kadhafiste créé en 2016 par des partisans de l'ancien régime. Cependant, ses affiliations politiques précises ne sont pas encore claire avec un programme qui se résume peu ou prou à une forme de restauration douce. |

## Sondages

### Premier tour
| Source du sondage | Date(s) administré | Exemple taille | Marge d'erreur | Dbeibah | Kadhafi | Haftar | Bachagha | Indécis | Autre |
| ----------------- | ------------------ | -------------- | -------------- | ------- | ------- | ------ | -------- | ------- | ----- |
| Diwan Institut    | 1–5 décembre 2021  | 1106 (RV)      | ± 3 %          | 49,7 %  | 14 %    | 7,3 %  | 1,5 %    | 25,5 %  |       |

| Source du sondage | Date(s) administré | Exemple taille | Marge d'erreur | Dbeibah | Kadhafi | Haftar | Bachagha | Aref Ali Nayed | Khaled Ghweil | Aguila Saleh Issa | Indécis |
| ----------------- | ------------------ | -------------- | -------------- | ------- | ------- | ------ | -------- | -------------- | ------------- | ----------------- | ------- |
| Diwan Institut    | 1-28 février 2023  | ?              | ?              | 36 %    | 24 %    | 7 %    | 5 %      | 1 %            | 1 %           | 0 %               | 25 %    |

### Second tour

#### Dbeibah vs. Kadhafi
| Source du sondage | Date(s) administré | Exemple taille | Marge d'erreur | Dbeibah | Kadhafi | Indécis | Abstention |
| ----------------- | ------------------ | -------------- | -------------- | ------- | ------- | ------- | ---------- |
| Diwan Institut    | 1–5 décembre 2021  | 1106 (RV)      | ± 3 %          | 63 %    | 23 %    | 8 %     | 6 %        |

#### Dbeibah vs. Haftar
| Source du sondage | Date(s) administré | Exemple taille | Marge d'erreur | Dbeibah | Haftar | Indécis | Abstention |
| ----------------- | ------------------ | -------------- | -------------- | ------- | ------ | ------- | ---------- |
| Diwan Institut    | 1–5 décembre 2021  | 1106 (RV)      | ± 3 %          | 73 %    | 14 %   | 8 %     | 6 %        |

#### Bachagha vs. Kadhafi
| Source du sondage | Date(s) administré | Exemple taille | Marge d'erreur | Bachagha | Kadhafi | Indécis | Abstention |
| ----------------- | ------------------ | -------------- | -------------- | -------- | ------- | ------- | ---------- |
| Diwan Institut    | 1–5 décembre 2021  | 1106 (RV)      | ± 3 %          | 27 %     | 36 %    | 8 %     | 29 %       |

#### Bachagha vs. Haftar
| Source du sondage | Date(s) administré | Exemple taille | Marge d'erreur | Bachagha | Haftar | Indécis | Abstention |
| ----------------- | ------------------ | -------------- | -------------- | -------- | ------ | ------- | ---------- |
| Diwan Institut    | 1–5 décembre 2021  | 1106 (RV)      | ± 3 %          | 30 %     | 20 %   | 9 %     | 41 %       |

#### Dbeibah vs. Bachagha
| Source du sondage | Date(s) administré | Exemple taille | Marge d'erreur | Dbeibah | Bachagha | Indécis | Abstention |
| ----------------- | ------------------ | -------------- | -------------- | ------- | -------- | ------- | ---------- |
| Diwan Institut    | 1–5 décembre 2021  | 1106 (RV)      | ± 3 %          | 75 %    | 11 %     | 7 %     | 8 %        |

#### Kadhafi vs. Haftar
| Source du sondage | Date(s) administré | Exemple taille | Marge d'erreur | Kadhafi | Haftar | Indécis | Abstention |
| ----------------- | ------------------ | -------------- | -------------- | ------- | ------ | ------- | ---------- |
| Diwan Institut    | 1–5 décembre 2021  | 1106 (RV)      | ± 3 %          | 38 %    | 17 %   | 8 %     | 37 %       |

## Résultats
| Candidats                | Candidats                | Partis                   | Premier tour | Premier tour | Second tour | Second tour |
| Candidats                | Candidats                | Partis                   | Voix         | %            | Voix        | %           |
| ------------------------ | ------------------------ | ------------------------ | ------------ | ------------ | ----------- | ----------- |
|                          | Fathi Bachagha           | Ind.                     |              |              |             |             |
|                          | Khalifa Haftar           | Ind.                     |              |              |             |             |
|                          | Aguila Salah Issa        | Ind.                     |              |              |             |             |
|                          | Aref Ali Nayed           | IL                       |              |              |             |             |
|                          | Abdel Hamid Dbeibah      | LF                       |              |              |             |             |
|                          | Ahmed Miitig             | Ind.                     |              |              |             |             |
|                          | Omar al-Hassi            | Ind.                     |              |              |             |             |
|                          | Nouri Bousahmein         | Ya Bilad                 |              |              |             |             |
|                          | Saïf al-Islam Kadhafi    | FPLL                     |              |              |             |             |
|                          | Fathi Ben Shatwan        | Ind.                     |              |              |             |             |
|                          | Autres candidats         |                          |              |              |             |             |
|                          |                          |                          |              |              |             |             |
| Votes valides            |                          |                          |              |              |             |             |
| Votes blancs et nuls     |                          |                          |              |              |             |             |
| Total                    | Total                    | Total                    |              | 100          |             | 100         |
| Abstention               |                          |                          |              |              |             |             |
| Inscrits / participation | Inscrits / participation | Inscrits / participation | 2 865 624    |              | 2 865 624   |             |